# Brouwerij Forst

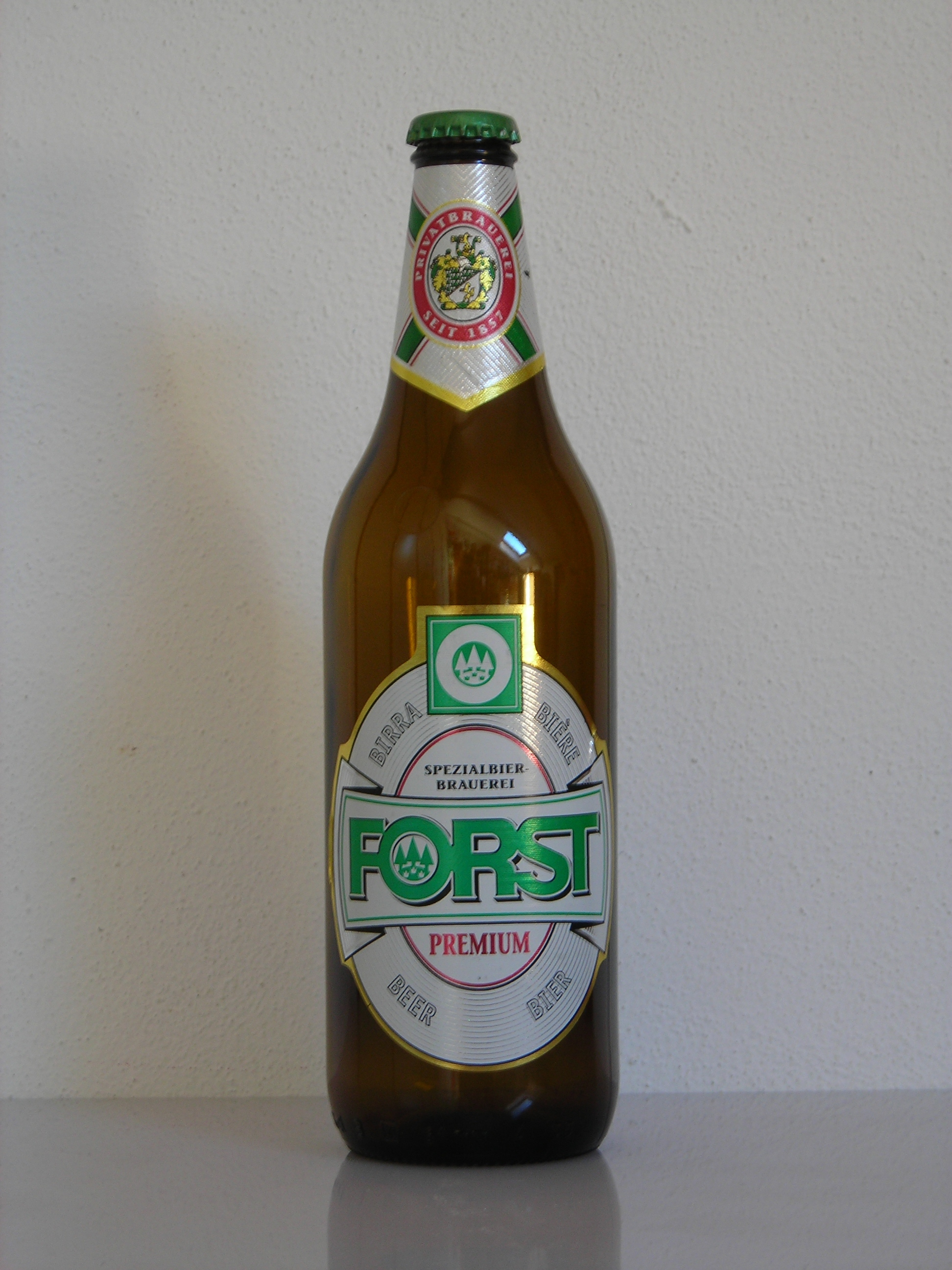
Fles Forst Premium

Brouwerij Forst (Duits: Brauerei Forst; Italiaans: Birra Forst), of simpelweg FORST, is een Italiaanse brouwerij, opgericht in de frazione Forst van Algund in 1857, in Zuid-Tirol, toenmalig Oostenrijk.
Forst is opgericht door twee ondernemers in Meran. In 1863 werd het bedrijf doorgegeven aan Josef Fuchs, die bouwde de huidige fabriek in Forst, waar het profiteert van het frisse water uit de bergen.
De brouwerij heeft een jaarlijkse productie van 700.000 hectoliter, en bedient hoofdzakelijk de binnenlandse markt. In het bedrijf worden ook de mineraalwaters "Meraner Mineralwasser" en "Kaiserwasser" afgevuld. 
Naast het brouwen van bier in de brouwerij in Forst, onderhoudt het bedrijf ook een brouwerij in Palermo. 

## Bieren
- Luxus Light - 2,9%
- Premium - 4,8%
- 1857 - 4,8%
- VIP Pils - 5,0%
- Kronen - 5,2%
- Sixtus - 6,5%
- Heller Bock - 7,5%

#### Seizoensbieren
- Weihnachtsbier - 5,2% (met Kerstmis)
- Osterbier - 5,4% (met Pasen)

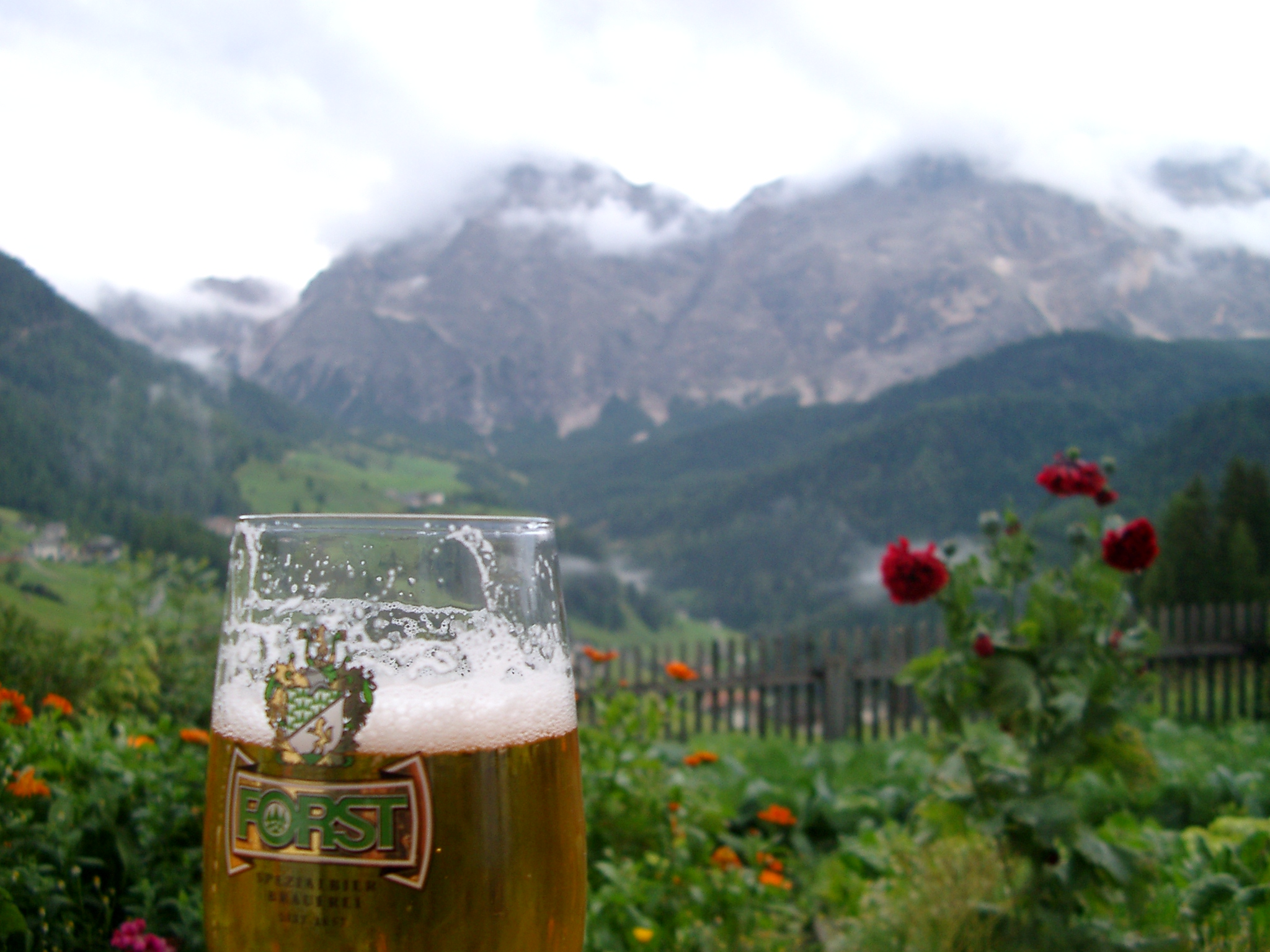
Een glas Forst met de Alpen op de achtergrond
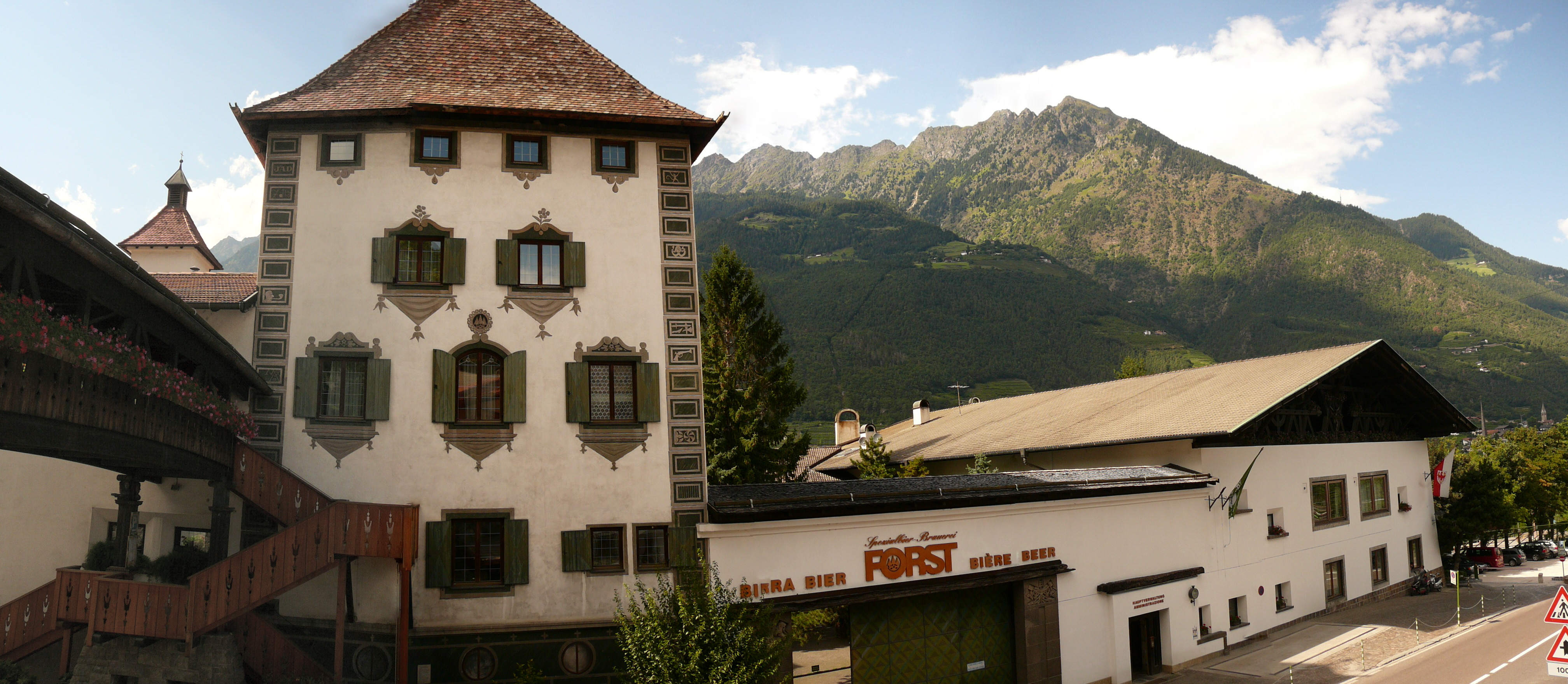
Gezicht op de brouwerij in Algund
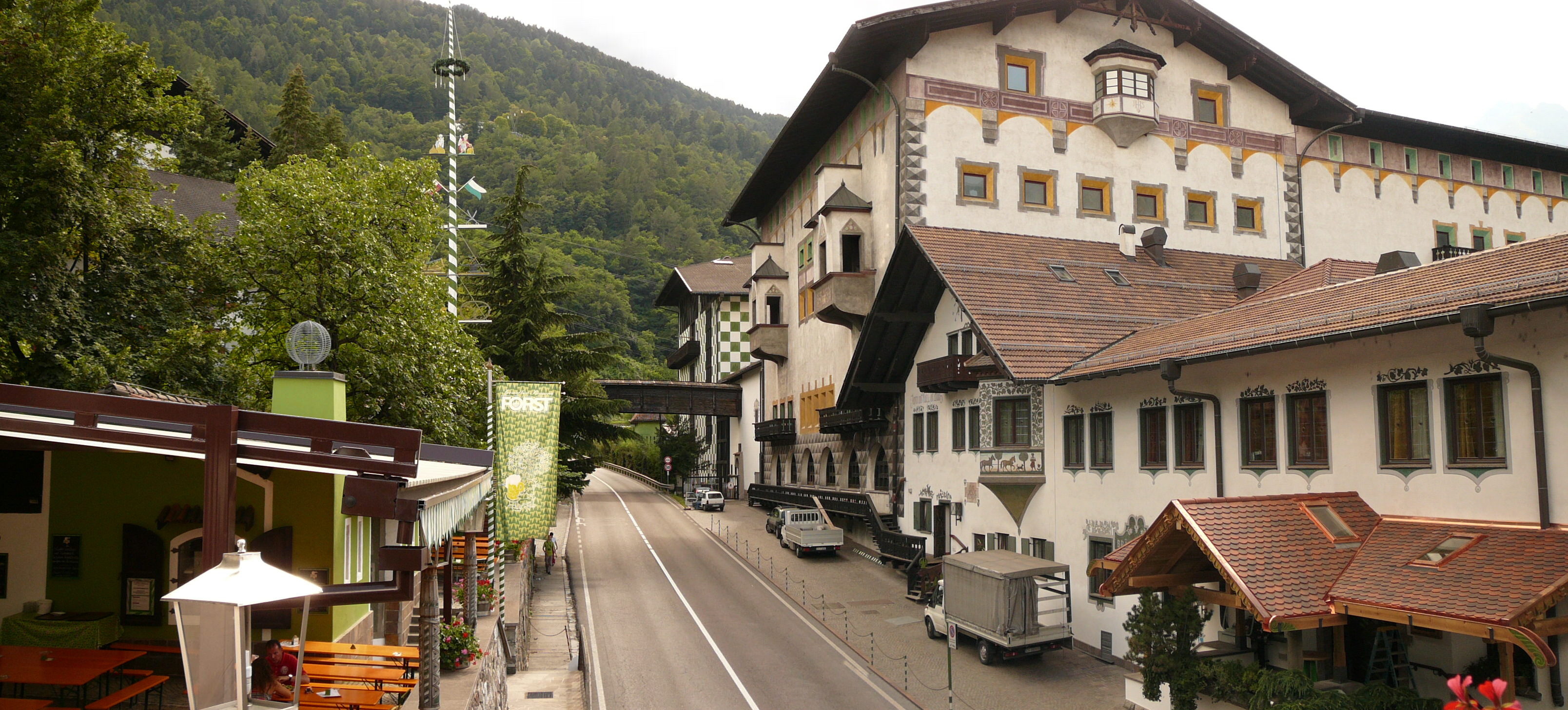
De brouwerij aan de provinciale weg richting Meran